# Federazione di rugby a 15 del Golfo Arabico
La Federazione Rugby XV del Golfo Arabico (in inglese Arabian Gulf Rugby Football Union) era l'organo che governava il Rugby a 15 nel Golfo Persico coinvolgendo: Bahrein, Kuwait, Oman, Qatar, Arabia Saudita ed Emirati Arabi Uniti.
Nel gennaio 2009, l'International Rugby Board ha annunciato che la AGRFU avrebbe cessato le sue attività alla fine del 2010, per essere sostituito dalle federazioni dei diversi paesi membri.

## Elenco delle federazioni
- Federazione di rugby a 15 dell'Arabia Saudita
- Federazione di rugby a 15 del Bahrain
- Federazione di rugby a 15 degli Emirati Arabi Uniti
- Federazione di rugby a 15 del Kuwait
- Federazione di rugby a 15 dell'Oman
- Federazione di rugby a 15 del Qatar
- Federazione di rugby a 15 dello Yemen